# Toninia coelestina
Toninia coelestina är en lavart som först beskrevs av Anzi, och fick sitt nu gällande namn av Vezda. Toninia coelestina ingår i släktet Toninia och familjen Ramalinaceae.   Inga underarter finns listade i Catalogue of Life.